# Odo (spreekwoord)
Een odo is een Surinaams spreekwoord of gezegde. Veel odo's stammen uit de periode van slavernij. Het zijn levenswijsheden in sranan (de Surinaamse taal) die voorouders hebben nagelaten. Hoewel veel uit de orale traditie verloren is gegaan hebben verschillende volkskundigen dit cultureel erfgoed weten vast te leggen. Sinds de millenniumwisseling is de odo bezig met een revival. 

## Orale traditie
De odo is een specifieke vorm van orale traditie die zijn wortels heeft in Afrika. Bepaalde odo’s hebben dan ook equivalenten in Afrikaanse landen. Odo's verwijzen vaak naar een specifieke gebeurtenis en hebben een opvoedende of adviserende functie. Soms dient een odo om iets te zeggen wat niet direct door eenieder begrepen hoeft te worden; het heeft dan een dubbele betekenis. Een odo kan een sneer bevatten die de toehoorder uitdaagt.
In de Afro-Caribische diaspora bestaan veel vrijwel identieke odo’s; weliswaar met taalverschillen, maar met dezelfde boodschap. Odo’s zijn niet weg te denken binnen de creoolse cultuur. Veel Surinaamse schoolkinderen moesten echter 'hun mond wassen' als de Hollandse leerkracht Surinaams hoorde spreken. Odo's werden dus niet onderwezen, je kon ze alleen thuis of op straat horen.
De Surinaamse odo heeft een eigen grammatica -anders dan de spreektaal- en is aan codes onderhevig in welke gevallen ze gebruikt kan worden. Veelal is het de oudere generatie Surinamers die nog precies weet hoe dat moet.

## Vastlegging
Hoewel de overlevering grotendeels mondeling geschiedde is schriftelijk vastlegging van de odo's van groot belang geweest. Dit gebeurde eerst door 'buitenstaanders' (19e eeuw), daarna door 'insiders' (20e eeuw). Zo accumuleerde de kennis. 

### 19e eeuw
Enkele kolonisten hebben al vroeg het cultuur-historisch belang van de odo's ingezien. Vroege verzamelaars ervan waren de landbouwkundige Marten Teenstra (1795-1864), de zendelingen Heinrich Wullschlägel (1805-1864) en Willem Boekhoudt (1822-1894), alsmede de missionaris Henri Rikken (1863-1908).
- Teenstra noteerde in zijn boek De landbouw in de kolonie Suriname (1835) ruim driehonderd odo's.

- Wullschlägel beschreef er vervolgens meer dan zevenhonderd in zijn Deutsch-negerenglisches Wörterbuch (1856).[1] Het was bedoeld om zendelingen op weg te helpen; 'verderfelijke' odo's, mogelijk verwijzend naar winti of met een opruiend karakter, nam hij niet in zijn boek op.[4]

- Boekhoudt noemde allerlei odo's in Uit mijn verleden. Bijdrage tot de kennis van Suriname (1874).[5]

- Rikken schreef juist voor publiek in Suriname, op een historisch-romantiserende wijze. In Codjo, de brandstichter (1902) laat hij hoofdpersoon Tom een veelheid aan odo's bezigen. Bijvoorbeeld, om te zeggen dat de jongeren uit de slavernij zullen komen, terwijl de ouderen er maar in blijven zuchten, zegt Tom: ‘Groen alanja de komopo fadon na bom, ma lepiwan tan de' (De groene oranje-appelen vallen van de boom, maar de rijpe blijven er aan).[6]

### 20e eeuw
Na de onafhankelijkheid van Suriname groeide het odo-archief gestaag verder door werken van onder meer Nel Bradley (1931-1986), Johanna Elsenhout (1910-1992), Guno Hoen (1922-2010), Michaël Slory (1935-2018) en Julian Neijhorst (19??).
- Bradley illustreerde in zijn dichtbundel Obia a no'f joe no spit na' ini (Bemoei je met je eigen zaken, 1968) veel odo-wijsheden.

- Elsenhout publiceerde een eigen verzameling odo's in Sranan pangi (Surinaamse hoofddoek, 1974). Haar moeder had haar opgevoed -zoals destijds gebruikelijk- met levenslessen in de vorm van odo's. Elsenhout verzamelde er meer dan 1.000, waarvan ongeveer de helft met een equivalent spreekwoord in het Nederlands.[2]

- Slory schreef in 1980 Pikin aksi e fala bigi bon (Een kleine bijl doet een grote boom vallen) geheel in het Surinaams, zónder leenwoorden en met veel spreekwoorden.

- Hoen publiceerde in 1988 twee delen van Sranan odo buku, dat later nog een heruitgave kreeg.[7]

- In de daarop volgende decennia verzamelde Neijhorst meer dan 3.300 odo's en groepeerde deze thematisch.[8] In de laatste druk van zijn boek 'Bigisma taki' (de ouderen zeggen) wordt per odo aangegeven wat de herkomst is, hoe die werd ingezet en of er een link is met Afrikaanse, Caribische, Nederlandse of Marron spreekwoorden.

## Voorbeelden
Evenals veel Afro-Surinaamse liedjes, grappen, Anansi-verhalen en Du-uitvoeringen functioneerde menig odo als een verborgen cultureel protest. Voor een onderdrukte bevolkingsgroep was het een relatief veilige expressiemethode, een ingehouden strijdmiddel. 
Twee voorbeelden uit Wullschlägel (1856):
- Mi no weri soesoe jete. Letterlijk: Ik draag nog geen schoenen. Betekenis: Ik ben nog niet vrij. Deze odo refereert aan de regel dat slaafgemaakten geen schoenen mochten dragen.
- So langa joe no koti abra riba, joe no moe kosi kaiman. Letterlijk: Scheld de kaaiman niet uit als je de rivier nog niet bent overgestoken. Betekenis: Maak niemand tot vijand, zolang je er niet zeker van bent dat hij je niet meer kan schaden. Met deze odo werd gewaarschuwd waakzaam en terughoudend te zijn ten opzichte van de kolonisator.

Twee voorbeelden uit Neijhorst (2002):
- Na neti nengre nyan kawbuba. Letterlijk: 's Nachts eet de zwarte man koeiehuid. Betekenis: Uiteindelijk zitten we allemaal in dezelfde positie, zijn we gelijk. Deze odo refereert aan het feit dat slaafgemaakten 's avonds met de zweep ervan langs kregen (koeiehuid= leren riem) waardoor de onderlinge statusverschillen (veldslaaf-ambachtslaaf-huisslaaf) werden opgeheven.
- Prisiri fu nengre na skin-ati. Letterlijk: Voor de zwarte man is lichaamspijn een plezier. Betekenis: Plezier maken loopt uit op straf / Je bent dol op zelfkastijding / Eigen schuld, dikke bult (ook wel als waarschuwing). Tijdens de slavernij waren strenge verordeningen uitgevaardigd om danspartijen en met name Du's te verbieden, omdat daarin vaak kritiek op de slavenmeester was vervat.

## Revival
De populariteit van de klassieke odo's groeit. Sinds 2011 worden cursussen gegeven met het doel jongeren te inspireren tot het schrijven, gebruiken en op een waardige wijze presenteren van odo's. Vanaf 2018 brengt NAKS jaarlijks een tweetalige iconenkalender uit waarin bij elke maand een odo is geplaatst.
Tijdens (koto)shows worden vaak odo’s voorgedragen. Maar voordat de odo wordt ‘aangesneden’ wordt ze eerst uitgelegd. Odo’s snijden geschiedt tegenwoordig vooral op of rond ketikoti, de dag waarop de slavernij in Suriname werd afgeschaft. Odo dringt door in de populaire cultuur.